# عبدالمجید نصراللهی
عبدالمجید نصراللهی (1287-1359) در تاریخ ۱۲۸۷ خورشیدی در شهرستان بروجرد (ناحیه‌ای موسوم به هزارجریب) که اکثریت آن نصراللهی هستند به دنیا آمد. در سال ۱۳۰۹ وارد دانشکده افسری شد. بسال ۱۳۱۱ از دانشکده افسری فارغ‌التحصیل گردید. او از حامیان ورزش‌های باستانی از جمله قوشبازی بود و سلسله مقالاتی از او در مجله شکار و طبیعت با نام نیکوترین ورزش باستانی منتشر شده است.

## مدارج عالی نظامی[۲]
درجهُ سرهنگی را بسال ۱۳۲۵، درجهُ سرتیپی را بسال ۱۳۳۲، درجهُ سرلشکری را بسال ۱۳۳۷ اخذ و در نهایت، پس از طی مدارج عالی نظامی، به درجهُ سپهبدی نایل آمد. فرماندهی لشکر غرب و همچنین فرماندهی ارتش یکم، در کارنامهُ وی مثبوت است. در سال ۱۳۴۳ به مقام معاونت نیروی زمینی ارتش برگزیده شد. بمدت سه سال، تا تاریخ ۱۳۴۶ استاندار سیستان و بلوچستان بود. مرگ وی مشکوک و در سال ۱۳۵۹ اتفاق افتاد. روایت شده که ایشان انسانی مردمدار، وطن‌پرست و متدین بود. قبایل کرد، بلوچ و لر (و هر شخصی) که با او برخورد داشته از او به نیکی یاد می‌کند.